# Хак, Махбубуль
Махбубуль Хак (бенг. মাহবুবুল হক; 3 ноября 1948, Фаридпур, Дакка — 24 июля 2024, Дакка) — бангладешский профессор, исследователь, лингвист. В 2018 году он был удостоен литературной премии Bangla Academy за вклад в эссе, а в 2019 году — премии Ekushey Padak в исследовательской категории.

## Жизнь и карьера
Хак родился 3 ноября 1948 года в подокруге Мадхукхали округа Фаридпур тогдашней Восточной Бенгалии (ныне Бангладеш). В 1969 году он окончил Читтагонгский университет по специальности «бенгальский язык и литература», а в 1970 году получил степень магистра по той же специальности. В 1997 году он получил степень доктора философии в том же университете. Хак умер в больнице в Дакке 24 июля 2024 года в возрасте 75 лет. Хак долгое время страдал от сердечного заболевания и осложнений с почками.